# Galba bulimoides
Galba bulimoides es una especie de molusco gasterópodo perteneciente a la familia Lymnaeidae.
Esta especie ha sido señalada como hospedador intermediario potencial de Fasciola hepatica.